# Люблінське воєводство (1919—1939)
Люблінське воєводство — адміністративно-територіальна одиниця, воєводство у центральній частині Польської республіки. Єдине воєводство Польщі без кордонів з іншими державами. Утворили його 14 серпня 1919 р. Адміністративний центр — місто Люблін.

## Адміністративний поділ

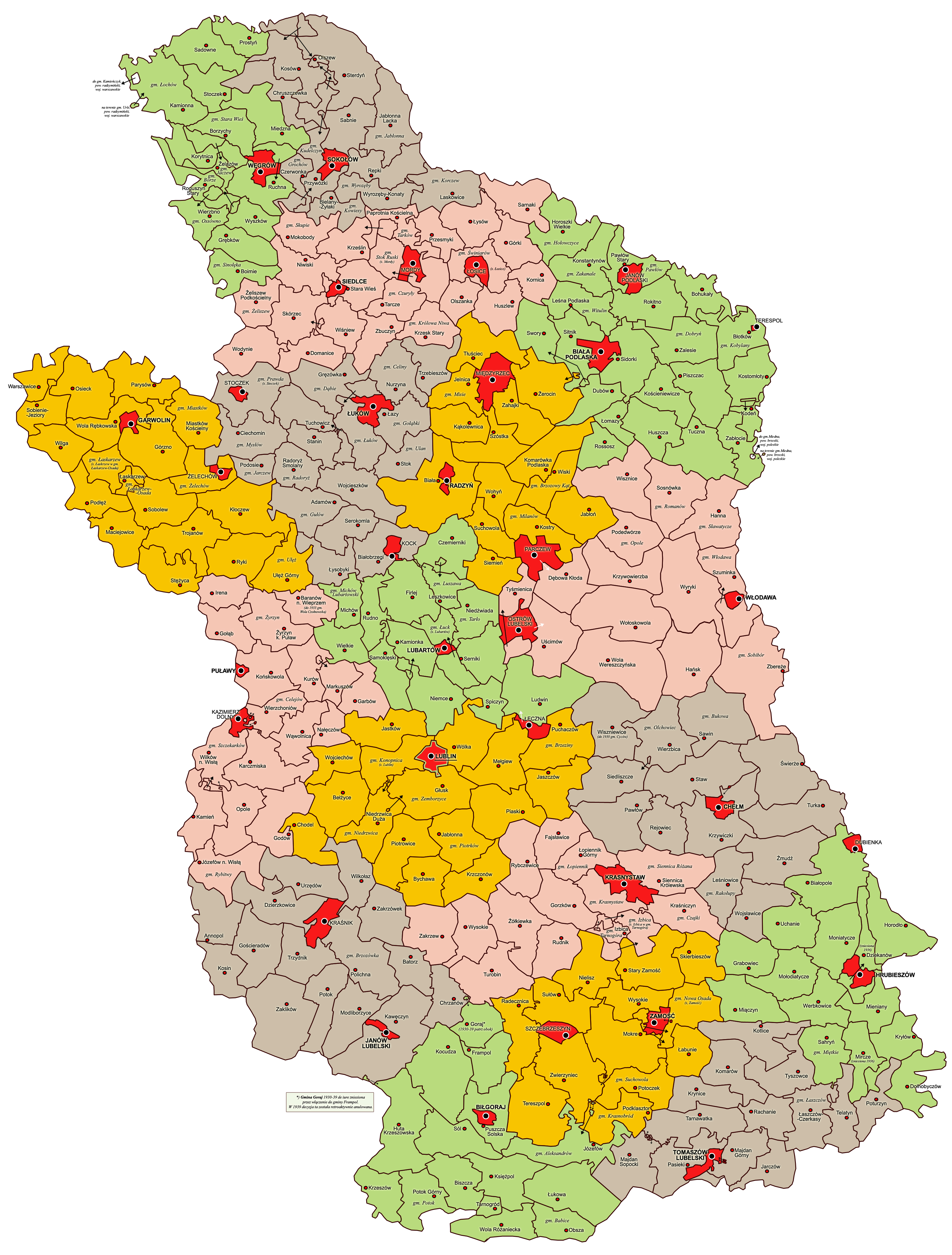
Адміністративний поділ Люблінського воєводства у 1933 р.

На півночі межувало з Білостоцьким воєводством. На сході з Варшавським та Келецьким воєводствами. На півдні — зі Львівським воєводством. На сході — з Волинським воєводством.
У 1930 р. воєводство поділялося на 19 повітів та 1 місто, прирівняне до повіту (Люблін).
У 1939 р. — на 15 повітів та місто-повіт Люблін.

## Населення
Число жителів Люблінського воєводства за переписами:
- 1921 — 2 087 951
- 1931 — 2 116 200

За офіційним переписом населення Польщі 10 вересня 1921 року в воєводстві була 2 087 951 особа (1 003 592 чоловіків та 1 084 359 жінок), був 283 331 будинок (274 431 житловий та 8900 інших). Розподіл за релігією: 1 619 755 римо-католиків (77,58 %), 287 639 юдеїв (13,78 %), 152 598 православних (7,31 %), 17 065 євангельських християн (0,82 %), 6560 маріявітів (0,31 %), 3256 греко-католиків (0,16 %), 950 християн інших конфесій (0,05 %), 14 мусульманів, 100 нерелігійних та 14 не вказало релігію. Офіційний розподіл за національністю: 1 782 221 поляк (85,36 %), 227 902 євреї (10,92 %), 63 079 українців (3,02 %), 10 933 німців (0,52 %), 3794 осіб інших національностей (0,18 %).

## Мова
Мовний склад населення Люблінського воєводства за даними перепису 1931 року
- польська — 2 109 199 (85,6%)
- єврейська — 259 537 (10,5%)
  - їдиш — 246 010
  - іврит — 13 527
- українська — 73 828 (3,0%)
  - українська — 63 156
  - руська — 10 672
- німецька — 15865 (0,6%)
- російська — 2835 (0,1%)

Рідна мова населення повітів за переписом 1931 року, %
| повіт                 | населення | польська | єврейська | українська | німецька |
| --------------------- | --------- | -------- | --------- | ---------- | -------- |
| Білґорайський         | 116 951   | 90,7     | 6,8       | 2,3        |          |
| Більський             | 116 266   | 91,6     | 6,1       | 1,9        |          |
| Венгрівський          | 88 788    | 89,8     | 8,7       |            | 1,4      |
| Володавський          | 113 566   | 76,5     | 12,2      | 8,5        | 2,0      |
| Гарволинський         | 159 942   | 87,5     | 11,6      |            | 0,8      |
| Грубешівський         | 129 957   | 78,0     | 6,6       | 14,7       | 0,3      |
| Замойський            | 149 548   | 87,3     | 10,8      | 1,7        |          |
| Красноставський       | 134 159   | 91,8     | 7,2       | 0,8        |          |
| Луківський            | 129 083   | 93,7     | 6,1       |            | 0,1      |
| Любартівський         | 107 991   | 92,5     | 5,5       | 0,6        | 1,4      |
| Люблінський           | 163 502   | 92,9     | 6,4       |            | 0,5      |
| м. Люблін             | 112 285   | 65,5     | 33,8      | 0,2        | 0,1      |
| Пулавський            | 172 267   | 87,1     | 12,6      | 0,1        |          |
| Радинський            | 99 089    | 84,9     | 13,9      | 0,3        | 0,7      |
| Седлецький            | 151 411   | 85,5     | 13,8      | 0,1        | 0,3      |
| Соколівський          | 83 949    | 89,8     | 9,8       |            | 0,1      |
| Томашівський          | 121 124   | 71,5     | 11,0      | 17,1       |          |
| Холмський             | 162 340   | 74,4     | 12,6      | 8,1        | 4,2      |
| Янівський             | 152 718   | 93,1     | 6,1       | 0,7        |          |
| Люблінське воєводство | 2 464 936 | 85,6     | 10,5      | 3,0        | 0,6      |

## Релігія
Релігійний склад за переписом 1931 року
- римо-католики — 1 895 764 (76,9%)
- юдеї — 314 340 (12,8%)
- православні — 210 373 (8,5%)
- євангелісти — 23 224 (0,9%)
- греко-католики — 3 382 (0,1%)

Релігійний склад населення повітів за переписом 1931 року
| повіт                 | населення | римокатолики | юдеї | православні |
| --------------------- | --------- | ------------ | ---- | ----------- |
| Білгорайський         | 116 951   | 70,6         | 11,1 | 17,9        |
| Бяльський             | 116 266   | 71,1         | 12,3 | 15,6        |
| Венгрівський          | 88 788    | 86,2         | 10,0 |             |
| Влодавський           | 113 566   | 51,0         | 16,0 | 29,4        |
| Гарволинський         | 159 942   | 87,0         | 11,7 |             |
| Грубешівський         | 129 957   | 48,8         | 12,1 | 37,8        |
| Замостянський         | 149 548   | 83,8         | 11,2 | 4,5         |
| Красноставський       | 134 159   | 84,6         | 9,0  | 3,6         |
| Луківський            | 129 083   | 88,0         | 11,4 | 0,1         |
| Любартівський         | 107 991   | 87,4         | 8,9  | 1,4         |
| Люблінський           | 163 502   | 91,2         | 7,4  | 0,1         |
| м. Люблін             | 112 285   | 63,7         | 34,7 | 0,6         |
| Пулавський            | 172 267   | 86,5         | 12,7 | 0,1         |
| Радзинський           | 99 089    | 81,3         | 15,7 | 1,9         |
| Седлецький            | 151 411   | 82,6         | 15,2 | 0,4         |
| Соколівський          | 83 949    | 89,3         | 9,9  | 0,2         |
| Томашівський          | 121 124   | 60,3         | 11,7 | 27,3        |
| Холмський             | 162 340   | 54,5         | 14,1 | 23,1        |
| Янівський             | 152 718   | 88,5         | 10,0 | 0,8         |
| Люблінське воєводство | 2 464 936 | 76,9         | 12,8 | 8,5         |

## Освіта
За переписом 1931 р. серед жителів Люблінського воєводства старше 10 років вміли читати та писати 66,3% осіб, вміли тільки читати 9,2% жителів, а 24,2% жителів не вміли читати і писати.
Серед юдеїв вміли читати і писати 66,1% старше 5 років, серед римокатоликів — 64,2%, серед православних — 55,2%.
Вміння читати і писати серед жителів старше 10 років за переписом 1931 р., %
| повіт                 | населення | вміють читати і писати | вміють тільки читати | не вміють читати і писати | невідомо |
| --------------------- | --------- | ---------------------- | -------------------- | ------------------------- | -------- |
| Білгорайський         | 86 844    | 55,7                   | 9,0                  | 35,2                      | 0,1      |
| Бяльський             | 85 242    | 68,6                   | 8,1                  | 23,0                      | 0,4      |
| Венгрівський          | 64 717    | 69,0                   | 10,8                 | 20,1                      | 0,1      |
| Влодавський           | 83 489    | 60,3                   | 6,9                  | 32,7                      | 0,1      |
| Гарволинський         | 115 503   | 65,4                   | 12,2                 | 22,1                      | 0,3      |
| Грубешівський         | 97 839    | 64,5                   | 4,8                  | 30,4                      | 0,2      |
| Замостянський         | 113 605   | 65,1                   | 9,9                  | 24,9                      | 0,1      |
| Красноставський       | 100 669   | 64,6                   | 10,4                 | 24,9                      | 0,1      |
| Луківський            | 92 991    | 66,2                   | 13,3                 | 20,4                      | 0,2      |
| Любартівський         | 78 483    | 68,4                   | 12,8                 | 18,7                      | 0,1      |
| Люблінський           | 119 592   | 67,4                   | 9,5                  | 22,7                      | 0,3      |
| м. Люблін             | 89 646    | 79,4                   | 3,3                  | 17,0                      | 0,4      |
| Пулавський            | 126 317   | 68,0                   | 9,2                  | 22,5                      | 0,3      |
| Радзинський           | 73 910    | 67,9                   | 13,6                 | 18,4                      | 0,2      |
| Седлецький            | 113 159   | 69,8                   | 10,6                 | 19,0                      | 0,5      |
| Соколівський          | 62 417    | 67,3                   | 11,7                 | 20,7                      | 0,3      |
| Томашівський          | 89 871    | 62,8                   | 5,9                  | 31,2                      | 0,1      |
| Холмський             | 118 614   | 68,1                   | 5,8                  | 25,8                      | 0,2      |
| Янівський             | 112 970   | 62,5                   | 8,9                  | 27,8                      | 0,8      |
| Люблінське воєводство | 1 825 878 | 66,3                   | 9,2                  | 24,2                      | 0,3      |